# Алпайн (окръг)
Алпайн (на английски: Alpine) е окръг в Калифорния, САЩ. Окръжният му център е град Марклийвил.

## Население
Окръг Алпайн е най-малкият окръг по население в Калифорния, 1208 души.(2000)

## География
Окръг Алпайн е с обща площ от 1925 км2 (743 мили2).

## История
Алпайн е сформиран през 1864 г. от части на окръзите Амадор, Ел Дорадо, Калаверас и Туолъми.

## Населени места
- Алпайн Вилидж
- Беър Вали
- Къркуд
- Меса Виста